# 法德魯防暴槍
法德魯防暴槍是美國法德魯實驗室所設計的低致命性防暴槍械，能發射37或38毫米的催淚彈、橡膠子彈。

## 歷史
法德魯防暴槍於1930年代由位於賓夕法尼亞州的法德魯實驗室所研發。該槍曾被英國陸軍採用，並用於處理北愛爾蘭問題。它是一款中折式的單發槍械，在被ARWEN 37轉輪榴彈發射器取代前，一直為英國陸軍的制式防暴槍。同時，它也被加拿大軍隊和香港警隊所採用。

## 安全指引
英國陸軍的安全指引排除了法德魯防暴槍可近距離直接向人體發射，因為其投射物能夠導致嚴重且永久性的傷害。
1993年，百慕特警察局的一名警官在演習中為百慕特軍團一個步槍連扮演一名敵軍時被一名士兵以法德魯防暴槍擊碎其下顎，並需要接受多次手術重建。這次事件制定了使用法德魯防暴槍的安全指引，使用者應該向地面發射防暴彈藥，此時彈頭會向上方反彈並擊中目標人士，但在過程中已失去了部份動能。

## 使用者
- 百慕大
- 加拿大
- 英屬香港
  - 皇家香港軍團[2]
  - 皇家香港警察
- 香港：於英屬香港時期採購。
  - 香港警務處
  - 入境事務處 （页面存档备份，存于）
  - 懲教署
- 印度
- 以色列
- 澳門
- 马来西亚
  - 联邦后备队
- 中華民國
  - 內政部警政署
- 南非
- 英国

## 圖片

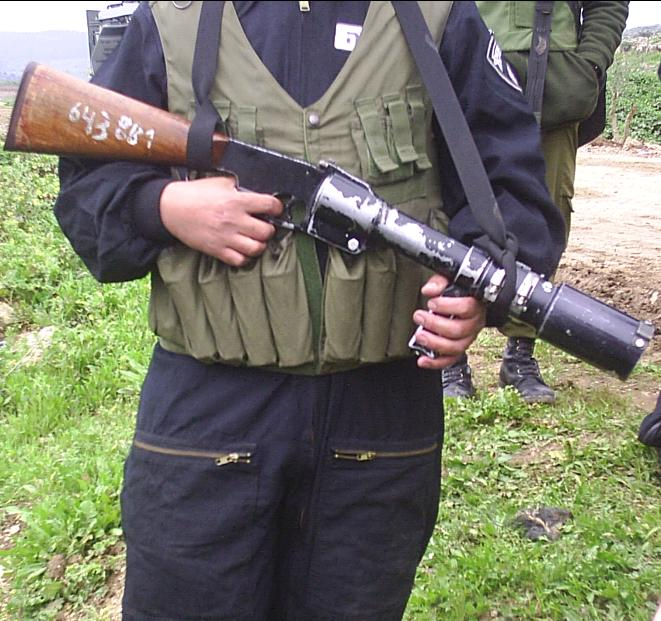
一名以色列邊防警衛所持的法德魯M201-Z
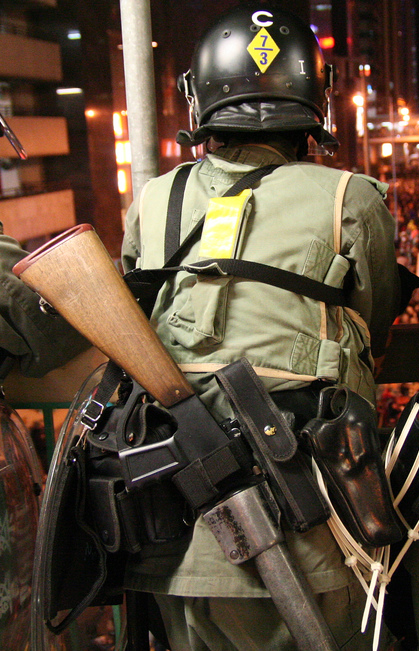
一名香港警察機動部隊警員背負著M201-Z